# Strzegowa (Petite-Pologne)
Pour les articles homonymes, voir Strzegowa.
Strzegowa est une localité polonaise de la gmina de Wolbrom, située dans le powiat d'Olkusz en voïvodie de Petite-Pologne.